# Niptera exsiliens
Niptera exsiliens är en svampart som beskrevs av Speg. 1879. Niptera exsiliens ingår i släktet Niptera, ordningen disksvampar, klassen Leotiomycetes, divisionen sporsäcksvampar och riket svampar.   Inga underarter finns listade i Catalogue of Life.